# Diána Mészáros
Diána Mészáros (6 de junio de 1982) es una modelo húngara. Ha aparecido en la portada de Vogue Italia y en Victoria's Secret Fashion Show 2001. Hizo pasarela y catálogos para numerosas firmas desde 2000 hasta 2005. Mészáros ha desfilado para diseñadores como Versace, John Galliano, Dolce & Gabbana, Gucci, Missoni, Yves Saint Laurent, Givenchy, Valentino, y Roberto Cavalli.